# 景东矮柳
景东矮柳（学名：Salix jingdongensis）是杨柳科柳属的植物，是中国的特有植物。分布在中国大陆的云南等地，生长于海拔2,480米的地区，见于山坡，目前尚未由人工引种栽培。